# Flugplatz Norden-Norddeich

i7
i11
i13
Der Flugplatz Norden-Norddeich (ICAO-Code: EDWS) ist ein Sonderlandeplatz vier Kilometer nördlich von Norden in Niedersachsen.

## Fluggesellschaften und Flugziele
Der Flugplatz Norddeich ist für Motorflugzeuge bis 2000 Kilogramm, Ultraleichtflugzeuge und Helikopter bis 5700 Kilogramm zugelassen.
Der Betreiber FLN Frisia-Luftverkehr GmbH mit Sitz in Norddeich betreibt ganzjährig den Linienflugverkehr vom niedersächsischen Festland zu den Ostfriesischen Inseln.
- Flugplatz Norden-Norddeich – Flugplatz Juist Flugzeit circa fünf Minuten (Fluglinie mit festen Flugzeiten; zusätzliche Bedarfsflüge täglich nach Vereinbarung)
- Flugplatz Norden-Norddeich – Flugplatz Norderney Flugzeit circa fünf Minuten
- Flugplatz Norden-Norddeich – Flugplatz Baltrum Flugzeit circa acht Minuten
- Flugplatz Norden-Norddeich – Flugplatz Langeoog Flugzeit circa zehn Minuten
- Verbindungen zwischen allen Ostfriesischen Inseln, die einen Flugplatz haben
- Rundflüge von verschiedener Dauer
- Tagesausflüge nach Helgoland
- des Weiteren ist die FLN auch im Charterdienst aktiv.